# 南蒂鲍
南蒂鲍是巴西北大河州的一个市镇。总面积101.793平方公里，总人口9068人，人口密度89.1人/平方公里。